# 鏡の宿
鏡の宿（かがみのしゅく）は、平安時代から見える近江国蒲生郡鏡山の北（現滋賀県蒲生郡竜王町大字鏡）にある東山道の宿場（宿駅）。早朝に都を出た旅人の多くが最初の宿泊地とした。
『平治物語』で源義経が自ら元服した地として知られる。16歳の遮那王（義経）は、稚児として預けられていた鞍馬寺を出奔した。その日の晩に鏡の宿に到着すると、夜も更けてから自分で髻を結い、懐から取り出した烏帽子をかぶって元服した。成人した名を付ける烏帽子親もいないので、自ら源九郎義経と名乗ったという。